# Exodictyon dentatum
Exodictyon dentatum là một loài rêu trong họ Calymperaceae. Loài này được Mitt. Cardot mô tả khoa học đầu tiên năm 1899.